# 國家統一綱領
《國家統一綱領》，簡稱《國統綱領》，曾經是由李登輝時期所領導的中國國民黨執政的中華民國政府關於中國大陸政策的最高指導原則。由中華民國國家統一委員會（簡稱國統會）於1991年2月23日國統會第三次會議通過，并于同年3月14日獲行政院第2223次會議通過。
國統綱領提出一個中國，兩個政治實體，將中華人民共和國與中華民國視為兩個存在的政治實體，但是避談主權歸屬問題，希望將來追求終極統一。這啟發了後續的務實外交、兩國論、九二共識與一中各表。該原則最終于2006年2月27日由時任總統陳水扁於國家安全會議裁示「終止適用」，並於2月28日正式宣告國家統一委員會與《國家統一綱領》終止運作與適用。

## 内容原篇
《國家統一綱領》于中華民國80年（1991）2月23日國家統一委員會第3次會議通過，中華民國80年3月14日行政院第2223次會議通過
《國家統一綱領》于中華民國95年（2006）3月1日行政院第2980次院會決定「《國家統一綱領》終止適用」函知本院所屬各機關查照
《國家統一綱領》主要包括以下三部分：

### 前言
中國的統一，在謀求國家的富強與民族長遠的發展，也是海內外中國人共同的願望。海峽兩岸應在理性、和平、對等、互惠的前提下，經過適當時期的坦誠交流、合作、協商，建立民主、自由、均富的共識，共同重建一個統一的中國。基此認識，特制訂本綱領，務期海內外全體中國人同心協力，共圖貫徹。

### 目标
建立民主、自由、均富的中國。

### 四大原则
1. 大陸與臺灣均是中國的領土，促成國家的統一，應是中國人共同的責任。
2. 中國的統一，應以全民的福祉為依歸，而不是黨派之爭。
3. 中國的統一，應以發揚中華文化，維護人性尊嚴，保障基本人權，實踐民主法治為宗旨。
4. 中國的統一，其時機與方式，首應尊重臺灣地區人民的權益並維護其安全與福祉，在理性、和平、對等、互惠的原則下，分階段逐步達成。

### 三个阶段的进程
1. 近程（互惠交流階段）
（一） 以交流促進瞭解，以互惠化解敵意；在交流中不危及對方的安全與安定，在互惠中不否定對方為政治實體，以建立良性互動關係。
（二） 建立兩岸交流秩序，制訂交流規範，設立中介機構，以維護兩岸人民權益；逐步放寬各項限制，擴大兩岸民間交流，以促進雙方社會繁榮。
（三） 在國家統一的目標下，為增進兩岸人民福祉：大陸地區應積極推動經濟改革，逐步開放輿論，實行民主法治；臺灣地區則應加速憲政改革，推動國家建設，建立均富社會。
（四） 兩岸應摒除敵對狀態，並在一個中國的原則下，以和平方式解決一切爭端，在國際間相互尊重，互不排斥，以利進入互信合作階段。
2. 中程（互信合作階段）
（一） 兩岸應建立對等的官方溝通管道。
（二） 開放兩岸直接通郵、通航、通商，共同開發大陸東南沿海地區，並逐步向其他地區推展，以縮短兩岸人民生活差距。
（三） 兩岸應協力互助，參加國際組織與活動。
（四） 推動兩岸高層人士互訪，以創造協商統一的有利條件。
3. 遠程（協商統一階段）
成立兩岸統一協商機構，依據兩岸人民意願，秉持政治民主、經濟自由、社會公平及軍隊國家化的原則，共商統一大業，研訂憲政體制，以建立民主、自由、均富的中國。

## 終止運作爭議
该纲领在時任總統李登辉的推動和参与下完成，藉以安撫統派和避免臺灣獨立的可能性。2000年繼任的總統陈水扁於就職时承诺的「四不一没有」中也包括「没有废除国家统一纲领与国家统一委员会的问题」，不过他自上任后一直到2006年初为止从未提起国统纲领。
2006年春节时，總統陳水扁表示將認真考慮廢除國統會及國統綱領，臺灣應該勇敢地走自己的路。此举遭到在野党国民党的猛烈抨击，认为是完全违背了他所作出的「四不一没有」的承诺：
| “                      | 本人深切瞭解，身為民選的中華民國第十任總統，自當恪遵憲法，維護國家的主權、尊嚴與安全，確保全體國民的福祉。因此，只要中共無意對台動武，本人保證在任期之內，不會宣佈獨立，不會更改國號，不會推動兩國論入憲，不會推動改變現狀的統獨公投，也沒有廢除國統綱領與國統會的問題。 | ” |
| ——2000年陈水扁就职演说 | |   |

1月30日，美国国务院在简报时主动针对陈水扁的新春谈话发表声明，重申美国對台政策為基於台灣關係法和三項公報的「一個中國政策」。
此外绿营认为立法院曾決議要求總統府內非編制組織要停止運作，國統會也是屬於非編制內的組織。副總統呂秀蓮表示，中國大陸六年來不放棄以武力對付台灣，國人同胞輕忽了中國大陸的武力威脅，「四不一沒有」的前提已經完全不存在，陳水扁並未違背「四不一沒有」。李登輝於2月26日時表示，執政者只要不去做、宣布終止即可，根本不必廢統。 
而立法院院长王金平则强调说，當初國統會與國統綱領是行政院院會通過後頒布實施的，這與立法院上會期審查總統府預算時通過決議，要求總統府內非編制組織包括人權委員會、科技諮詢委員會停止運作的情形不同，因為這些組織都是沒有法源依據的。国民党主席马英九则表示，陈水扁要对自己的行动完全负责
。
之後上任的馬英九總統與蔡英文總統在任期內皆未恢復《國家統一綱領》。

## 宣布终止
2006年2月27日，陈水扁在主持国安高层会议后最终决定，國家統一委員會「終止運作」（cease to function），不再編列預算，原負責業務人員歸建；國家統一綱領也「終止適用」（cease to apply），並依程序送交行政院查照。由于受到在野党、美国政府等各方面的压力，他改「废除」为「终止」。

### 各方反应
中華民國
- 泛藍陣營对此均表示强烈反对。由國民黨立委丁守中發起連署的總統罷免案，超過成案門檻。國民黨主席馬英九決議在野聯盟結合所有反對力量，全力推動罷免總統案。并要求陈水扁说明国统会是否还存在。藍營自知依立法院席次，罷免案最後仍難過關，象徵的意義大於實質意義。事實上，馬英九當選總統後亦不再提及此事。
- 泛綠陣營大多对此表示支持。中華民國前總統李登輝表示，國統會、國統綱領都是當時歷史下的產物，的確應該終止。考試院院長姚嘉文表示「可以接受」。面对蓝营要求“说明国统会是否还存在”，陈水扁政府一直回避。

 中华人民共和国
- 中共中央总书记、国家主席胡锦涛说，台湾当局不顾岛内外的强烈反对，一意孤行，决定终止「国统会」、「国统纲领」，但这是对国际社会普遍坚持的一个中国原则以及对台海和平稳定的严重挑衅，是在走向「台独」的道路上迈出的危险一步。[4]
- 中共中央政治局常委、国务院总理温家宝指出，台湾当局决定终止「国统会」和「国统纲领」，是对国际社会普遍坚持的一个中国原则的公然挑衅以及对台海地区和平稳定的严重破坏。对台湾当局加紧“台独”分裂活动的危险性，必须保持高度警惕。
- 中共中央政治局常委、国家副主席曾庆红指出，我们坚决反对「台独」分裂势力及其活动，将继续努力争取和平统一的前景，但决不允许“台独”分裂势力以任何名义、任何方式把台湾从祖国分割出去。[5]

 美国
- 國務院副發言人艾瑞里本來表示，美國的理解是陳水扁總統並沒有廢除，只是凍結了國統會，並且重申了不會改變現狀的承諾，美國很重視這項承諾。他也表示，美國持續強調，北京方面需要與台灣民選的領導階層展開對話。但是在3月2日，國務院强烈要求陳水扁毫不含糊的確認國統會沒有廢除。發言如下：

|  | 我們看到報導指出，台灣的高級官員們說，有關國家統一委員會，「廢除」與「終止運作」其間並無差別；又說台灣本周稍早的動作，其效果是廢除此一委員會。 我們被告知，此一報導是錯誤引述台灣官員的談話。我們期待台灣當局公開更正此一紀錄，並且毫不含糊的確認2月27日之宣布：沒有廢除國家統一委員會；沒有改變現狀；各項承諾仍然有效。 我們從台灣當局獲得的理解是：台灣在2月27日的動作是深思熟慮之舉，以不改變現狀，一如陳水扁在七點聲明裡清楚表達的。 背棄一項承諾會改變現狀，而且會違反上述的理解。 我們相信，台灣信守各項承諾對於維持現狀至關重要。我們的堅定政策是不應片面改變現狀，誠如我們多次說過的。 |

 日本
- 外務省表示，日本政府對台海兩岸問題的政策立場不會因此而有改變，將維持1972年發表的《日中共同聲明》既定政策，尊重中國一中的主張，但是也堅決反對任何一方用以非和平的方式來解決紛爭，期待兩岸早日透過和平對話來解決問題。

 新加坡
- 外交部在2月28日發表聲明表示，新加坡對此表示遺憾，並認為這將升高外界對台灣此舉意圖的關切，同時也是無助於維持台海兩岸的穩定關係。外交部同时重申，新加坡維持「一個中國」政策，而且反對任何單方面改變台海現狀的舉動。

 德国
- 德国总理2006年3月2日表示，德国政府坚定不移地奉行一个中国的政策，對於台湾当局不久前的举动感到担忧，希望台湾问题根据一个中国原则得到和平解决。

## 評論
1991年2月在一個國民黨專案小組會議上錢復提出「大陸政策的位階要高於外交政策」的核心觀點，認為國家統一綱領的基石能帶來安全保證和解放軍不動武的理由，雖然不能完全確保但是一個保險。2017年表示後來20多年台灣發生變化但是「結果對我們不利，大家也都看到了」。
2006年2月，台灣團結聯盟主席蘇進強說，中國人民解放軍在中國東南沿海部署飛彈逐年增加，對台灣威脅未減緩，他支持廢除國家統一委員會及國家統一綱領；他又說，這樣做還不夠，連四不一沒有都應該拿掉；他又說，如果美國要干涉台灣廢除國家統一委員會及國家統一綱領，等於干涉台灣內政。
2013年8月23日，前中華民國外交部次長高英茂在「勤政為民，壯大台灣－民主進步黨八年執政研討會」說，陳水扁政府於2002年8月提出一邊一國，2003年11月推動防禦性公投，2006年6月終止適用國家統一綱領及推展台灣正名運動，凸顯民主進步黨政策的草率和粗糙；這些重大政策的內容與內涵模糊不清，連最關心台灣的盟友都搞不清楚“到底是為了建構台獨、改變現狀，還是要在既有現狀上推動國家主權的正常化”，每次貿然宣布一個新政策，常變成台灣內部相關單位及國際社會對口政府機關不知所措的意外。 
2013年9月，時任國策研究院文教基金會資深顧問的蘇進強接受中評社專訪時表示，陳水扁政府執政時最大的戰略錯誤就是終止適用國家統一綱領，“但反過來說，在李登輝執政的時代，大陸的一個比較大的失誤就是沒有重視國統綱領；假如那時大陸接受國統綱領的話，兩岸的關係應該已經進入了中程階段”；如果台灣能儘早恢復適用國家統一綱領，兩岸關係可能會得到更為良好的發展；恢復國家統一綱領，就在馬英九一念之間。
2013年10月21日，蘇進強說，國家統一綱領是戰略性文件，可以擴展台灣的生存空間，鞏固兩岸的和平發展；縱使馬英九總統任內無法簽訂兩岸和平協議，國家統一綱領的功能性也值得藍綠陣營重新正視；何況國家統一綱領只是由行政院會議通過的政治性宣示，並非法律，因此再透過行政院會議修正或恢復，在政治上爭議不大，“馬英九可為而不為，實在令人費解。”
2015年5月5日，前總統李登輝下午在嘉義縣中正大學演講的同時，接受來自中國大陸的交換學生提問。李登輝表示，1991年他要終止「動員戡亂時期」條款，那時的中國國民黨還有人要「反攻大陸」，他不要打仗，於是訂定「國統綱領」。李登輝說：「『國統綱領』有很嚴格的規定，要中國自由化、民主化、所得分配公平之後，再來談統一的問題，那是『故意這麼做的』、要講給『老先生』聽的。」